# Bent Out of Shape
| 전문가 평가                      | 전문가 평가 |
| 평가 점수                        | 평가 점수   |
| 출처                             | 점수        |
| -------------------------------- | ----------- |
| AllMusic                         | [ 1 ]       |
| Collector's Guide to Heavy Metal | 9/10        |

《Bent Out of Shape》는 영국의 하드 록 밴드 레인보우가 발매한 일곱 번째 스튜디오 음반이다. 1983년 8월 24일에 LP와 카세트로 발매되었다. 카세트에는 바이닐 버전에 비해 편집 시간이 더 길었다. 이 곡은 덴마크 코펜하겐의 스위트 사일런스 스튜디오에서 약 7주 만에 녹음되었다.

## 배경
《Bent Out of Shape》는 레인보우의 12년 공백이 되기 전 마지막 스튜디오 음반이 될 것이다. 이 음반은 또한 보컬리스트 조 린 터너, 베이시스트 로저 글로버, 키보디스트 데이비드 로젠탈과 함께 밴드의 마지막 스튜디오 음반이었고, 음반 녹음 세션 직전에 바비 론디넬리를 대신한 드러머 척 버기가 참여한 유일한 음반이었다.
〈Snowman〉은 하워드 블레이크가 1982년 레이먼드 브릭스의 1978년 동명의 동화책을 바탕으로 한 애니메이션 영화 《스노우맨》을 위해 작곡한 곡인 〈Walking in the Air〉에 바탕을 두고 있다.

## 홍보
도미닉 올랜도 감독이 제작한 〈Can't Let You Go〉 뮤직 비디오는 뉴욕에서 촬영되었으며 1920년 흑백 영화 《칼리가리 박사의 밀실》에서 영감을 얻었다. 스톰 소거슨이 감독한 〈Street of Dreams〉와 함께, 1985년 레인보우의 홈 비디오 콜렉션 《The Final Cut》의 일부가 되었다. 〈Street of Dreams〉의 뮤직 비디오는 논란의 여지가 있는 최면 영상으로 MTV에 의해 금지되었다.

## 곡 목록
모든 곡들은 특별한 언급이 없는 한 리치 블랙모어와 조 린 터너에 의해 작사/작곡하였다.
| #  | 제목                     | 작사·작곡                           | 재생 시간 |
| -- | ------------------------ | ----------------------------------- | --------- |
| 1. | 〈Stranded〉             |                                     | 4:25      |
| 2. | 〈Can't Let You Go〉     | 블랙모어, 터너, 데이비드 로젠탈     | 4:19      |
| 3. | 〈Fool for the Night〉   |                                     | 4:03      |
| 4. | 〈Fire Dance〉           | 블랙모어, 터너, 로저 글로버, 로젠탈 | 4:27      |
| 5. | 〈Anybody There〉 (기악) | 블랙모어                            | 2:37      |

| #   | 제목                        | 작사·작곡                        | 재생 시간 |
| --- | --------------------------- | -------------------------------- | --------- |
| 6.  | 〈Desperate Heart〉         |                                  | 4:00      |
| 7.  | 〈Street of Dreams〉        |                                  | 4:24      |
| 8.  | 〈Drinking with the Devil〉 |                                  | 3:41      |
| 9.  | 〈Snowman〉 (기악)          | 하워드 블레이크, 블랙모어 (편곡) | 4:30      |
| 10. | 〈Make Your Move〉          |                                  | 3:55      |